# Roderick Duchâtelet
Roderick Duchâtelet (1972 – ) belga üzletember, 2011–2024 között az Újpest FC elnöke. Édesapja, Roland Duchâtelet Belgium hetedik leggazdagabb üzletembere.

## Üzleti tevékenységei
Roderick 2011. október 19-én vásárolta meg az Újpest FC Kft. csaknem 95 százalékos tulajdonhányadát. Roderick korábban öt évig a belga élvonalban szereplő Germinal Beerschot igazgatója és részvényese volt, egészen 2010-ig. 2024. március 21-én eladta az Újpest FC-t.

## Családja
Felesége, Valérie Gys az Újpest FC operatív és gazdasági igazgatója. Édesapja, Roland Duchâtelet egészen 2015-ig többségi tulajdonosa volt a belga élvonalban szereplő Standard de Liège csapatának.

## A „Duchâtelet-birodalom” tagjai
- FC Carl Zeiss Jena, Németország (2013 óta)[6]

### Korábbi klubok
- AD Alcorcón, Spanyolország (2014–2019)[7]
- Charlton Athletic FC, Egyesült Királyság, Anglia (2014–2020)[8]
- Újpest FC, Magyarország (2011–2024)[2][3]

1. 1 2  Le fils de Roland Duchâtelet, Roderick, achète le Ujpest Budapest. www.lavenir.net/, 2011. október 19. (Hozzáférés: 2015. június 26.)
2. 1 2  Újpest: méltó régi, nagy híréhez. hir24.hu, 2011. október 19. [2015. június 27-i dátummal az eredetiből archiválva]. (Hozzáférés: 2015. június 26.)
3. 1 2  Lezárult az adásvétel, a MOL-csoport lett az Újpest FC új tulajdonosa (magyar nyelven). Nemzeti Sport, 2024. március 21. (Hozzáférés: 2024. március 21.)
4. ↑  Tulajdonosváltás előtt áll az Újpest. hir24.hu, 2014. november 25. [2015. június 27-i dátummal az eredetiből archiválva]. (Hozzáférés: 2015. június 26.)
5. ↑  Belgium: eladták az Újpest futballcsaládjának ékkövét. nemzetisport.hu, 2015. június 24. (Hozzáférés: 2015. június 26.)
6. ↑  Újpest: újabb klubbal bővült a Duchatelet család birodalma. nemzetisport.hu, 2013. december 16. (Hozzáférés: 2015. június 26.)
7. ↑  Spanyolország: megvan az új klub, az Alcorcón is Duchatelet-é. nso.hu, 2014. január 11. (Hozzáférés: 2015. június 26.)
8. ↑  Új fociklubot vett az Újpest belga tulajának apja. hvg.hu, 2014. január 3. (Hozzáférés: 2015. június 26.)